# Nicolas Kolly

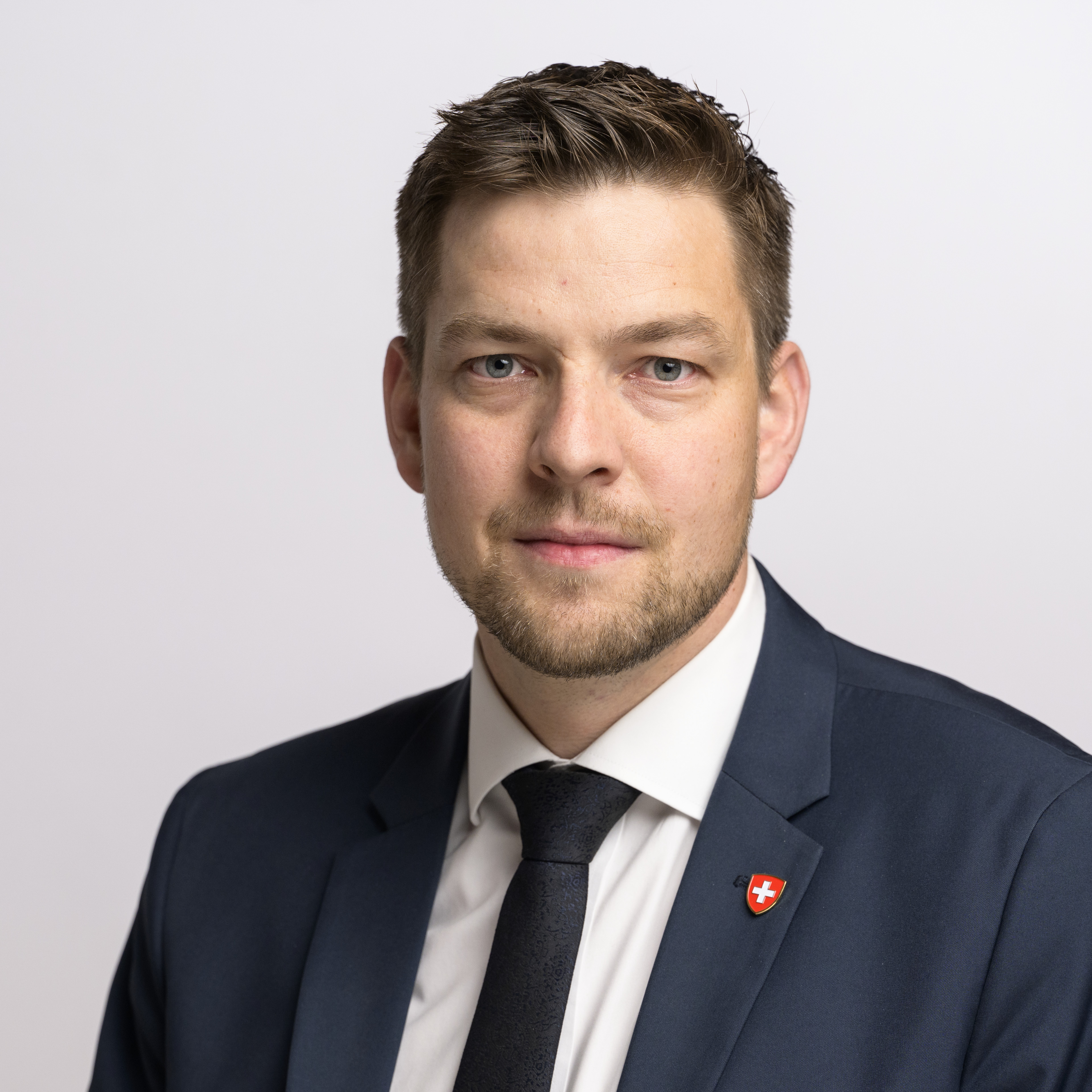
Nicolas Kolly (2023)

Nicolas Kolly (* 13. März 1986 in Freiburg im Üechtland; heimatberechtigt in Le Mouret) ist ein Schweizer Politiker (SVP). Er ist seit dem 4. Dezember 2023 Mitglied des Nationalrats.

## Leben
Kolly stammt aus einer Bauernfamilie aus Le Mouret. Er ist das dritte von sechs Kindern. Sein Grossvater ist der ehemalige SVP-Nationalrat Gabriel Kolly.
Er wuchs bis zum Alter von acht Jahren in Essert im Saanebezirk auf, bevor seine Eltern einen Bauernhof in Corbières im Greyerzbezirk übernahmen.
Nach seiner obligatorischen Schulzeit, absolvierte er eine Lehre als Landmaschinenmechaniker. Nach der Rekrutenschule diente er zwei Jahre lang in der Päpstlichen Schweizergarde. Anschliessend holte er 2009 die Berufsmaturität und 2010 die gymnasiale Maturität nach. Danach studierte er Rechtswissenschaften an der Universität Freiburg, die er 2014 mit einem Master abschloss. Im Jahr 2017 erhielt er sein Anwaltspatent und ist heute Partner in einer Anwaltskanzlei.
Er ist verheiratet, Vater eines Kindes und lebt in Essert, Kanton Freiburg. Seine Frau ist Leiterin eines landwirtschaftlichen Betriebs.
In der Schweizer Armee bekleidet er den Rang eines Hauptmanns und war als Militärischer Untersuchungsrichter sowie später als Mitglied des Stabes der Militärjustiz tätig.

## Politik
Kolly war seit 2011 Mitglied des Grossen Rates des Kantons Freiburg, wo er damals der jüngste Abgeordnete war (25 Jahre). Ab 2019 präsidierte er dort seine Fraktion. Nach seiner Wahl in den Nationalrat trat er aus dem Grossen Rat zurück. Ausserdem ist er Mitglied der Finanzkommission der Gemeinde Le Mouret.
Im Oktober 2023 wurde er zum Mitglied des Nationalrates gewählt, wodurch er die Sozialdemokratin Ursula Schneider Schüttel verdrängte. Er ist Mitglied der Kommission für Umwelt, Raumplanung und Energie (UREK).